# Block and fall
Il Block and fall è un cocktail a base di cognac. Ha fatto parte della lista dei cocktail riconosciuti ufficialmente dall'IBA dal 1961 al 1986.

## Storia
Le prime notizie storiche di questo cocktail si trovano nel libro "Harry's ABC of Mixing Cocktails" di Harry MacElhone del 1922
T. Van Dycke, barman presso il Ciro's Club di Deauville nel 1924 preparava il "Block and Fall Cocktail".
Nel 1937 nel manuale di Hyman Gale and Gerald F. Marco "The How and When" è presente una bevanda con gli stessi ingredienti chiamata "Block and Tackle Cocktail".

## Composizione
- 1/3 Cognac
- 1/3 Cointreau
- 1/6 Calvados
- 1/6 Pernod

## Preparazione
Viene preparato nello shaker agitando velocemente gli ingredienti insieme ad alcuni cubetti di ghiaccio.